# Hirudinidae
Hirudinidae — родина п'явок підряду Hirudiniformes ряду Безхоботні п'явки (Arhynchobdellida). Складається з 4 підродин і 9 родів.

## Опис
Загальна довжина представників цієї родини коливається від 6 до 15 см. На голові є 5 пар невиразних очей, розташованих у параболічній дузі в нижній частині. Мають передню і задню присоски. Рот доволі великий, займає площу усієї передньої присоски. У них 2-3 щелепи, 30 зубів розташовано в 1 рядок на кожній (загалом до 90 зубів). Декілька родів мають інше розташовування — у 2 рядки. Є окремі види без зубів.
Тіло велике, циліндричне, зверху сплющене. Складається з 15—16 сомітів. В кожному соміті є 5 кілець. У шлунку для зберігання є 5-10 пар сліпих кишки (caeca), з яких виходять дві «мішечки» (postcaeca). Втім є роди без сліпик кишок.
У самців є добре розвинений статевий орган завдовжки близько 2 см, рівномірно тонкий. Парний провідник сперматозоїдів утворює дві петлі наколо атріуму в межах 11 соміту. Статевий орган саиці може мати вагінальну трубку.

## Спосіб життя
Воліють до прісних, дещо болотистих водойм. Низка представників цієї родини здатна перебувати як у воді, так й на суходолі (на кшталт амфібій). Живляться кров'ю різних хребетних, переважно рибами і земноводними. Дрібну здобич, насамперед личинок, ковтають цілком. Проте можуть присмоктуватися до великих ссавців та людини.
Є гермафродитами. Відкладають до 10 коконів, в кожномуз яких є 10 яєць. Кокони відкладаються у вологий ґрунт поблизу водойми. після пови п'явичат, що негайно потрапляють у воду. Інкубаційний період переважно триває 3-4 тижні.
Представників роду Hirudo використовують в медицині.

## Розповсюдження
Зустрічаються в Євразії, Північнійі Південній Америці, Африці та Австралії.

## Підродини і роди
- Hirudininae (Азія і Африка)
  - Hirudo
- Hirudinariinae (Південно-Східна Азія)
  - Hirudinaria
  - Poecilobdella
- Macrobdellinae (Північна і Південна Америка)
  - Macrobdella
  - Oxyuptychus
  - Philobdella
- Ornithobdellinae (Австралія)
  - Ornithobdella
  - Hirudobdella
- Richardsonianinae (Австралія)
  - Richardsonianus